# 続 女の警察
『続 女の警察』（ぞく おんなのけいさつ）は、1969年5月28日に公開された日本映画である。製作・配給は日活。監督は江崎実生、主演は小林旭。

## 概要
ネオン警察シリーズの第2弾。
ホステスのスカウトを行っている篝正秋は「夜の警察」と呼ばれている。彼の店から京子を引き抜こうとした「アロン」というバーでマダムの久代と出会った。彼女は5年前バーテン時代の篝の恋人で心中した久美の姉であった。ある日、久美と心中した香山という男の妹が心中事件の真相を訪ねに来た。数日後ホステスを引き抜こうとしているのが新宿を根城にしている阿久根組と判った。「アロン」は酒の密輸で潰れ、阿久根組が買収。京子の失綜と事件が続く。篝正秋は一連の事件と5年前の事件の真相解明に乗り出す。

## キャスト
- 篝正秋：小林旭
- 西沢久代：小山明子
- テル子：長谷川照子
- 美香：青江三奈
- 次郎：郷鍈治
- 早崎明夫：藤竜也
- 崔：高品格
- 西沢久美：丘みつ子
- 崔蘭郷：崔蘭郷
- 由美子：牧紀子
- 星川京子：西恵子
- 香山千恵：小山ルミ
- 島津：杉江弘（杉山弘太郎）
- 藤倉大造：山田禅二
- 暁興業社長：弘松三郎
- クラブ「アロン」のマネージャー：河上喜史朗
- 阿久根玄洋：戸上城太郎
- 取り立てに来る春日の手下：木島一郎
- 春日の仲間の呉服屋：玉村駿太郎
- 木下：久遠利三
- 神田：白井鋭
- 墜落現場の刑事：荒井岩衛
- 細見：小柴尋詩
- 春日：柳瀬志郎
- 阿久根の用心棒：晴海勇三
- 酒屋：いだたけ志
- 突き落とす阿久根の手下：田畑善彦
- 水川国也
- 突き落とす阿久根の手下：溝口拳
- 阿久根の用心棒：中平哲仟
- 取り立てに来る春日の手下：瀬山孝司
- 沢美鶴
- 香山：熱海弘到
- 照子を襲うチンピラのリーダー：前田武彦（大前田武）
- 照子を襲うチンピラ：北上忠行
- 則子：西城琴絵
- 刺青：河野光揚（河野弘）
- 擬斗：高瀬将敏

## スタッフ
- 監督：江崎実生
- 脚本：中西隆三
- 企画：増井正武
- 原作：梶山季之
- 音楽：佐藤允彦

## 併映作品
- 夜の最前線 東京女地図